# Corsia pyramidata
Corsia pyramidata är en enhjärtbladig växtart som beskrevs av Pieter van Royen. Corsia pyramidata ingår i släktet Corsia och familjen Corsiaceae. Inga underarter finns listade.